# Tovarníky
Tovarníky jsou obec na Slovensku v okrese Topoľčany v Nitranském kraji ležící na úpatí Považského Inovce. Žije v nich přibližně 1 500 obyvatel.

## Historie
První písemná zmínka je z roku 1172. Obec patřila zoborskému klášteru, od roku 1272 Taarnuk Abovi, později panství Topoľčany. V letech 1600–1610 byl postaven kaštel, kterého posledním majitelem před znárodněním byla rodina Stummerovců. Po zániku hradu Topoľčany počátkem 17. století byla do Tovarník přestěhována správa panství Topoľčany. V roce 1570 měla obec mlýn a sedm rodin, v roce 1715 měla 13 domácností. V roce 1787 žilo ve čtyřiceti domech 350 obyvatel a v roce 1828 žilo 385 obyvatel v padesáti pěti domech. Hlavní obživou bylo zemědělství a hrnčířství. V letech 1833–1834 byl postaven cukrovar. V roce 1869 zde Stummerovci postavili nový cukrovar, který byl v provozu do roku 1929, kdy vyhořel. V obci byly dva mlýny, a též pivovar (založen v roce 1866), lihovar (1865) a dva hospodářské dvory (majery). V období 1976–1992 byla obec připojena k městu Topoľčany, od 1. ledna 1993 je opět samostatnou obcí.
V polovině 19. století s obcí Tovarníky splynula osada Malé Jacovce, kterou první písemné zmínky z roku 1258 uvádějí jako Inferior JechyZemanská vevnice měla v roce 1715 čtyři domácnost. V roce 1787 žilo ve třinácti domech 139 obyvatel a ves náležela Bossányům. V roce 1828 žilo 215 obyvatel v padesáti pěti domech.

## Přírodní poměry
Obec leží uprostřed Nitranské pahorkatiny na úpatí Považského Inovce na dolním toku potoka Chotina, přítoku řeky Nitry. Odlesněné území leží v nadmořské výšce v rozmezí 175–228 m, střed obce leží ve výšce 182 m n. m. Povrch je tvořen mladšími terciérními sedimenty krytými spraší. Půdním typem je hnědozem.  Celková rozloha území obce je 5,41075 km², z toho v roce 2020 připadalo 78 % na zemědělskou půdu. Celkové využití půdy (2020): 71 % orná půda, 6 % zahrady, 1,1 % ovocné sady. Obec sousedí:
| Jacovce          |  | Topoľčany |
|                  |  |           |
| Kuzmice, Nemčice |  | Topoľčany |

Obec zástavbou splývá s městem Topolčany.

## Pamětihodnosti
V obci je římskokatolická kaple Povýšení svatého Kříže z 19. století a Tovarnícky kaštel ze 17. století. V jeho okolí se nachází chráněný areál Tovarnícky park.
V parku stojí barokní zvonice z poloviny 19. století, která s kaplí a kaštelem jsou kulturními památkami Slovenska. Mezi kulturní památky náleží neoklasicistní figurální náhrobek Leopolda Haupt-Stummera z roku 1924, neoklasicistní náhrobek Augusta Stummera z roku 1910 a neoklasicistní socha smutící ženy z roku 1910.